# Palestina (São Paulo)
Palestina es un municipio brasileño del estado de São Paulo. La ciudad se localiza en el norte del estado y tiene una población de 11.051 habitantes (IBGE/2010). Palestina pertenece a la Microrregión de São José do Río Preto.

## Geografía
Se localiza a una latitud 20º23'24" sur y a una longitud 49º25'59" oeste, estando a una altitud de 550 metros.
Posee un área de 695,5 km².

### Demografía
Datos del Censo - 2010
Población total: 11.051
- Urbana: 9.188
- Rural: 1.863
- Hombres: 5.595[5]
- Mujeres: 5.456

Densidad demográfica (hab./km²): 15,89
Mortalidad infantil hasta 1 año (por mil): 15,25
Expectativa de vida (años): 71,55
Tasa de fertilidad (hijos por mujer): 2,21
Tasa de alfabetización: 86,37%
Índice de Desarrollo Humano (IDH-M): 0,764
- IDH-M Salario: 0,688
- IDH-M Longevidad: 0,776
- IDH-M Educación: 0,827

(Fuente: IPEADATA)

### Clima
El clima de Palestina puede ser clasificado como clima tropical de sabana (Aw), de acuerdo con la clasificación climática de Köppen.

### Hidrografía
- Río Preto
- Río Turvo

### Carreteras
- SP-423

## Administración
- Prefecto: Fernando Luis Semedo (Progresistas, 2016/2020)
- Viceprefecto: Reinaldo Aparecido Cunha (PSDB, 2016/2020)
- Presidente de la cámara: (2019/2020)